# Horst Bertram
Horst Bertram (ur. 16 listopada 1948 w Münsterze, zm. 27 maja 2023 w Dortmundzie) – niemiecki piłkarz występujący na pozycji bramkarza.

## Kariera
Bertram zawodową karierę rozpoczynał w 1967 roku klubie Preußen Münster, grającym w Regionallidze. Spędził tam dwa lata, a w 1969 przeszedł do Kickers Offenbach, również występującego w Regionallidze. W sezonie 1969/1970 zdobył z klubem Puchar Niemiec. W tym samym sezonie awansował z nim do Bundesligi. Zadebiutował w niej 13 lutego 1971 w przegranym 0:3 meczu z Eintrachtem Brunszwik. W sezonie 1970/1971 zajął z zespołem 17. miejsce w lidze i spadł z nim do Regionalligi. Wówczas odszedł z klubu.
Latem 971 roku został graczem pierwszoligowej Borussii Dortmund. Pierwszy ligowy mecz w jej barwach zaliczył 25 września 1971 przeciwko Hercie BSC (1:2). W sezonie 1971/1972 spadł z Borussią do Regionalligi. Tam spędził z nią kolejne cztery lata. W sezonie 1975/1976 awansował z nią do Bundesligi. W sezonach 1979/1980 oraz 1981/1982 Bertram zajmował z zespołem 6. miejsce, które były najwyższymi w trakcie jego gry w Bundeslidze. W 1983 roku odszedł do 1. FC Bocholt, a rok później zakończył karierę.